# ميخائيل سوليفان (لاعب دوري الرغبي)
ميخائيل سوليفان (بالإنجليزية: Michael Sullivan)‏ هو لاعب دوري الرغبي أسترالي، ولد في 18 يونيو 1980 في تاري في أستراليا.